# 2. ŽNL Splitsko-dalmatinska 2022./23.
Ovaj članak je podtema članka: 6. rang HNL-a 2022./23.

2. ŽNL Splitsko-dalmatinska u sezoni 2022./23. predstavlja drugi stupanj županijske lige u Splitsko-dalmatinskoj županiji, te ligu šestog stupnja hrvatskog nogometnog prvenstva. 
 U natjecanju sudjeluje 9 klubova. 
 
Prvak je postao klub "Poljičanin 1921" iz Srinjina.

## Sustav natjecanja
Devet klubova igra trokružnim ligaškim sustavom (27 kola, 24 utakmice po klubu).  

## Sudionici
- Adriatic – Split
- Čaporice-Trilj – Čaporice, Trilj
- Dalmatinac – Split
- HBDNK Mosor – Sveti Jure – Žrnovnica, Split
- Mosor – Žrnovnica, Split
- Poljičanin 1921 – Srinjine, Split
- Postira-Sardi – Postira
- Prugovo – Prugovo, Klis
- Trilj-2001 – Trilj

## Ljestvica
| Poz. | Momčad                   | U  | P  | N | I  | G+ | G–  | G+/– | Bod. | Nastavak natjecanja ili ispadanje |
| ---- | ------------------------ | -- | -- | - | -- | -- | --- | ---- | ---- | --------------------------------- |
| 1.   | Poljičanin 1921 (P)      | 24 | 15 | 3 | 6  | 73 | 43  | +30  | 48   | 1. ŽNL                            |
| 2.   | Čaporice                 | 24 | 14 | 1 | 9  | 88 | 59  | +29  | 43   |                                   |
| 3.   | Adriatic                 | 24 | 13 | 4 | 7  | 76 | 48  | +28  | 43   | 2. ŽNL                            |
| 4.   | Postira-Sardi            | 24 | 12 | 2 | 10 | 59 | 52  | +7   | 37   | 2. ŽNL                            |
| 5.   | HBDNK Mosor – Sveti Jure | 24 | 12 | 1 | 11 | 51 | 49  | +2   | 37   |                                   |
| 6.   | Mosor                    | 24 | 11 | 3 | 10 | 63 | 55  | +8   | 36   | 2. ŽNL                            |
| 7.   | Dalmatinac               | 24 | 9  | 5 | 10 | 54 | 53  | +1   | 32   | 2. ŽNL                            |
| 8.   | Trilj                    | 24 | 8  | 3 | 13 | 34 | 57  | −23  | 25   | 2. ŽNL                            |
| 9.   | Prugovo                  | 24 | 3  | 0 | 21 | 22 | 104 | −82  | 9    | 2. ŽNL                            |

1. ↑  1 bod oduzet od saveza.
2. ↑  2 boda oduzeta od saveza.

## Rezultati
Ažurirano: 11. lipnja 2023. (kraj sezone) 

| 1. kolo                             | 1. kolo  |
| ----------------------------------- | -------- |
| 24. rujna 2022.                     |          |
| Prugovo – Dalmatinac                | 0:7      |
| Trilj-2001 – HBDNK Mosor-Sveti Jure | 3:1      |
| 25. rujna 2022.                     |          |
| Mosor – Čaporice-Trilj              | 1:3      |
| Adriatic – Postira-Sardi            | 3:0 p.f. |
| [ 2 ] [ 3 ]                         |          |

| 2. kolo                           | 2. kolo |
| --------------------------------- | ------- |
| 1. listopada 2022.                |         |
| HBDNK Mosor-Sveti Jure – Adriatic | 1:0     |
| Poljičanin 1921 – Trilj-2001      | 1:0     |
| 2. listopada 2022.                |         |
| Čaporice-Trilj – Prugovo          | 8:1     |
| Postira-Sardi – Mosor             | 6:1     |
| [ 2 ] [ 3 ]                       |         |

| 3. kolo                        | 3. kolo |
| ------------------------------ | ------- |
| 8. listopada 2022.             |         |
| Adriatic – Poljičanin 1921     | 6:1     |
| Dalmatinac – Čaporice-Trilj    | 2:1     |
| Mosor – HBDNK Mosor-Sveti Jure | 1:0     |
| Prugovo – Postira-Sardi        | 2:4     |
| [ 2 ] [ 3 ]                    |         |

| 4. kolo                          | 4. kolo |
| -------------------------------- | ------- |
| 15. listopada 2022.              |         |
| HBDNK Mosor-Sveti Jure – Prugovo | 4:0     |
| Poljičanin 1921 – Mosor          | 5:1     |
| Trilj-2001 – Adriatic            | 0:2     |
| 16. listopada 2022.              |         |
| Postira-Sardi – Dalmatinac       | 4:2     |
| [ 2 ] [ 3 ]                      |         |

| 5. kolo                             | 5. kolo |
| ----------------------------------- | ------- |
| 22. listopada 2022.                 |         |
| Dalmatinac – HBDNK Mosor-Sveti Jure | 1:2     |
| Mosor – Trilj-2001                  | 5:1     |
| Prugovo – Poljičanin 1921           | 2:4     |
| 23. listopada 2022.                 |         |
| Čaporice-Trilj – Postira-Sardi      | 0:3     |
| [ 2 ] [ 3 ]                         |         |

| 6. kolo                                 | 6. kolo |
| --------------------------------------- | ------- |
| 28. listopada 2022.                     |         |
| Adriatic – Mosor                        | 4:1     |
| 29. listopada 2022.                     |         |
| HBDNK Mosor-Sveti Jure – Čaporice-Trilj | 7:0     |
| Poljičanin 1921 – Dalmatinac            | 4:1     |
| Trilj-2001 – Prugovo                    | 0:2     |
| [ 2 ] [ 3 ]                             |         |

| 7. kolo                                | 7. kolo |
| -------------------------------------- | ------- |
| 6. studenog 2022.                      |         |
| Čaporice-Trilj – Poljičanin 1921       | 5:3     |
| Postira-Sardi – HBDNK Mosor-Sveti Jure | 4:2     |
| 17. prosinca 2022.                     |         |
| Prugovo – Adriatic                     | 1:5     |
| 29. ožujka 2023.                       |         |
| Dalmatinac – Trilj-2001                | 4:1     |
| [ 2 ] [ 3 ]                            |         |

| 8. kolo                         | 8. kolo  |
| ------------------------------- | -------- |
| 12. studenog 2022.              |          |
| Adriatic – Dalmatinac           | 2:2      |
| Mosor – Prugovo                 | 2:0      |
| Poljičanin 1921 – Postira-Sardi | 5:4      |
|                                 |          |
| Trilj-2001 – Čaporice-Trilj     | 0:3 p.f. |
| [ 2 ] [ 3 ]                     |          |

| 9. kolo                                  | 9. kolo |
| ---------------------------------------- | ------- |
| 19. studenog 2022.                       |         |
| HBDNK Mosor-Sveti Jure – Poljičanin 1921 | 0:0     |
| Dalmatinac – Mosor                       | 3:1     |
| 20. studenog 2022.                       |         |
| Čaporice-Trilj – Adriatic                | 3:7     |
| 19. veljače 2023.                        |         |
| Postira-Sardi – Trilj-2001               | 2:1     |
| [ 2 ] [ 3 ]                              |         |

| 10. kolo                            | 10. kolo |
| ----------------------------------- | -------- |
| 26. studenog 2022.                  |          |
| HBDNK Mosor-Sveti Jure – Trilj-2001 | 5:1      |
| Čaporice-Trilj – Mosor              | 6:1      |
| Dalmatinac – Prugovo                | 3:0      |
| Adriatic – Postira-Sardi            | 5:1      |
| [ 2 ] [ 3 ]                         |          |

| 11. kolo                          | 11. kolo |
| --------------------------------- | -------- |
| 3. prosinca 2022.                 |          |
| Trilj-2001 – Poljičanin 1912      | 1:6      |
| Adriatic – HBDNK Mosor-Sveti Jure | 2:3      |
| 4. prosinca 2022.                 |          |
| Prugovo – Čaporice-Trilj          | 0:8      |
| 22. ožujka 2023.                  |          |
| Mosor – Postira-Sardi             | 1:0      |
| [ 2 ] [ 3 ]                       |          |

| 12. kolo                       | 12. kolo |
| ------------------------------ | -------- |
| 10. prosinca 2022.             |          |
| Poljičanin 1912 – Adriatic     | 2:0      |
| 11. prosinca 2022.             |          |
| Postira-Sardi – Prugovo        | 1:3      |
| 5. veljače 2023.               |          |
| Čaporice-Trilj – Dalmatinac    | 2:5      |
| 18. veljače 2023.              |          |
| HBDNK Mosor-Sveti Jure – Mosor | 1:0      |
| [ 2 ] [ 3 ]                    |          |

| 13. kolo                         | 13. kolo |
| -------------------------------- | -------- |
| 25. veljače 2023.                |          |
| Adriatic – Trilj 2001            | 2:3      |
| Dalmatinac – Postira-Sardi       | 1:1      |
| Mosor – Poljičanin 1921          | 2:6      |
| Prugovo – HBDNK Mosor-Sveti Jure | 0:2      |
| [ 2 ] [ 3 ]                      |          |

| 14. kolo                            | 14. kolo |
| ----------------------------------- | -------- |
| 4. ožujka 2023.                     |          |
| HBDNK Mosor-Sveti Jure – Dalmatinac | 3:2      |
| Poljičanin 1921 – Prugovo           | 3:0      |
| Trilj-2001 – Mosor                  | 2:2      |
| 5. ožujka 2023.                     |          |
| Postira-Sardi – Čaporice-Trilj      | 0:3      |
| [ 2 ] [ 3 ]                         |          |

| 15. kolo                                | 15. kolo |
| --------------------------------------- | -------- |
| 11. ožujka 2023.                        |          |
| Dalmatinac – Poljičanin 1921            | 2:4      |
| Mosor – Adriatic                        | 3:3      |
| Prugovo – Trilj-2001                    | 1:3      |
| 12. ožujka 2023.                        |          |
| Čaporice-Trilj – HBDNK Mosor-Sveti Jure | 4:2      |
| [ 2 ] [ 3 ]                             |          |

| 16. kolo                               | 16. kolo |
| -------------------------------------- | -------- |
| 18. ožujka 2023.                       |          |
| HBDNK Mosor-Sveti Jure – Postira-Sardi | 1:3      |
| Poljičanin 1921 – Čaporice-Trilj       | 5:2      |
| Trilj-2001 – Dalmatinac                | 1:1      |
| Adriatic – Prugovo                     | 5:0      |
| [ 2 ] [ 3 ]                            |          |

| 17. kolo                        | 17. kolo |
| ------------------------------- | -------- |
| 25. ožujka 2023.                |          |
| Dalmatinac – Adiratic           | 4:0      |
| Prugovo – Mosor                 | 1:5      |
| 26. ožujka 2023.                |          |
| Čaporice-Trilj – Trilj-2001     | 1:3      |
| Postira-Sardi – Poljičanin 1921 | 2:1      |
| [ 2 ] [ 3 ]                     |          |

| 18. kolo                                 | 18. kolo |
| ---------------------------------------- | -------- |
| 1. travnja 2023.                         |          |
| Trilj-2001 – Postira-Sardi               | 2:1      |
| Mosor – Dalmatinac                       | 2:2      |
| Poljičanin 1921 – HBDNK Mosor-Sveti Jure | 4:2      |
| Adriatic – Čaporice-Trilj                | 3:4      |
| [ 2 ] [ 3 ]                              |          |

| 19. kolo                               | 19. kolo |
| -------------------------------------- | -------- |
| 8. travnja 2023.                       |          |
| Adriatic – Trilj-2001                  | 2:2      |
| Dalmatinac – Prugovo                   | 2:0      |
| 10. travnja 2023.                      |          |
| Čaporice-Trilj – Mosor                 | 2:3      |
| HBDNK Mosor-Sveti Jure – Postira-Sardi | 1:2      |
| [ 2 ] [ 3 ]                            |          |

| 20. kolo                        | 20. kolo |
| ------------------------------- | -------- |
| 15. travnja 2023.               |          |
| Mosor – HBDNK Mosor-Sveti Jure  | 5:0      |
| Trilj-2001 – Čaporice-Trilj     | 1:0      |
| 16. travnja 2023.               |          |
| Postira-Sardi – Poljičanin 1921 | 2:2      |
| 26. travnja 2023.               |          |
| Prugovo – Adriatic              | 2:7      |
| [ 2 ] [ 3 ]                     |          |

| 21. kolo                            | 21. kolo |
| ----------------------------------- | -------- |
| 19. travnja 2023.                   |          |
| Adriatic – Dalmatinac               | 5:2      |
| 22. travnja 2023.                   |          |
| Poljičanin 1921 – Mosor             | 0:1      |
| 23. travnja 2023.                   |          |
| HBDNK Mosor-Sveti Jure – Trilj-2001 | 2:1      |
| Čaporice-Trilj – Prugovo            | 9:0      |
| [ 2 ] [ 3 ]                         |          |

| 22. kolo                         | 22. kolo |
| -------------------------------- | -------- |
| 29. travnja 2023.                |          |
| Dalmatinac – Čaporice-Trilj      | 1:1      |
| Mosor – Postira-Sardi            | 4:2      |
| Prugovo – HBDNK Mosor-Sveti Jure | 1:5      |
| Trilj-2001 – Poljičanin 1921     | 0:3      |
| [ 2 ] [ 3 ]                      |          |

| 23. kolo                            | 23. kolo |
| ----------------------------------- | -------- |
| 6. svibnja 2023.                    |          |
| Poljičanin 1921 – Prugovo           | 4:0      |
| 7. svibnja 2023.                    |          |
| HBDNK Mosor-Sveti Jure – Dalmatinac | 3:1      |
| Čaporice-Trilj – Adriatic           | 6:3      |
| Postira-Sardi – Trilj-2001          | 5:1      |
| [ 2 ] [ 3 ]                         |          |

| 24. kolo                          | 24. kolo |
| --------------------------------- | -------- |
| 13. svibnja 2023.                 |          |
| Dalmatinac - Poljičanin 1921      | 4:1      |
| Prugovo - Postira-Sardi           | 2:5      |
| Adriatic - HBDNK Mosor-Sveti Jure | 3:2      |
| Trilj-2001 - Mosor                | 3:2      |
| [ 2 ] [ 3 ]                       |          |

| 25. kolo                                | 25. kolo |
| --------------------------------------- | -------- |
| 18. svibnja 2023.                       |          |
| HBDNK Mosor-Sveti Jure - Čaporice-Trilj | 2:6      |
| 20. svibnja 2023.                       |          |
| Mosor - Prugovo                         | 6:1      |
| Poljičanin 1921 - Adriatic              | 1:1      |
| 21. svibnja 2023.                       |          |
| Postira-Sardi - Dalmatinac              | 3:1      |
| [ 2 ] [ 3 ]                             |          |

| 26. kolo                         | 26. kolo |
| -------------------------------- | -------- |
| 27. svibnja 2023.                |          |
| Adriatic - Postira-Sardi         | 2:1      |
| Dalmatinac - Mosor               | 0:10     |
| 28. svibnja 2023.                |          |
| Čaporice-Trilj - Poljičanin 1921 | 5:3      |
| Prugovo - Trilj-2001             | 3:2      |
| [ 2 ] [ 3 ]                      |          |

| 27. kolo                                 | 27. kolo |
| ---------------------------------------- | -------- |
| 31. svibnja 2023.                        |          |
| Mosor - Adriatic                         | 3:4      |
| 4. lipnja 2023.                          |          |
| Poljičanin 1921 - HBDNK Mosor-Sveti Jure | 5:0      |
| Postira-Sardi - Čaporice-Trilj           | 3:6      |
| Trilj-2001 - Dalmatinac                  | 2:1      |
| [ 2 ]                                    |          |

## Najbolji strijelci
Izvori:
Strijelci 10 i više pogodaka: 
| 38 golova - Antonio Bebić (Adriatic) 28 golova - Ivan Bulić (Poljičanin 1991) 27 golova - Stipe Vrdoljak (Čaporice-Trilj) 19 golova - Mate Roić (Postira-Sardi) | 17 golova - Luka Jurić (Čaporice-Trilj) - Gordan Veljača (Dalmatinac) 15 golova - Dario Džemailji (Mosor) 14 golova - Marino Tomaš (HBDNK Mosor-Sveti Jure) | 13 golova - Miro Grubišić (Postira-Sardi) 12 golova - Mateo Peričić (HBDNK Mosor-Sveti Jure) - Tomislav Šipić (Trilj 2001) 10 golova - Dino Velemirović (Adriatic) |

 Ažurirano: 31. lipnja 2023. 

## Vanjske poveznice
- Nogometni savez Županije Splitsko-dalmatinske
- nszsd.hr, 2. ŽNL
- facebook.com, 1. ŽNL Splitsko-dalmatinske županije
- sportnet.hr forum, 1. i 2. ŽNL Splitsko-dalmatinske županije  Arhivirana inačica izvorne stranice od 27. studenoga 2021. (Wayback Machine)
- dalmatinskinogomet.hr